# Stefan Momot
Stefan Momot (ur. 1909, zm. 1998) – polski rzeźbiarz.

## Życie i twórczość
Pochodził z Rozkoszówki. Edukację artystyczną rozpoczął w Szkole Przemysłu Drzewnego w Zakopanem, a kontynuował w Miejskiej Szkole Sztuk Zdobniczych i Malarstwa w Warszawie. Do roku 1938 studiował rzeźbę u prof. Tadeusza Breyera na ASP w Warszawie, a dyplom uzyskał w 1947. W czasie II wojny światowej brał udział w walkach partyzanckich. W 1947 otrzymał II nagrodę w konkursie na pomnik Powstańców Śląskich na Górze św. Anny. Jest autorem warszawskiej płaskorzeźby Tkaczka (lub Włókniarka, projekt Tadeusza Breyera). Współtworzył pomnik Braterstwa Broni w Warszawie. Jedna z jego prac - Chłopiec z żaglówką - stanowiła część zaginionej dekoracji rzeźbiarskiej ulicy Katowickiej w Warszawie.
We wrześniu 2009 roku odsłonięcia doczekał się pomnik Żołnierza Polskiego Państwa Podziemnego Ziemi Hrubieszowskiej 1939–1945 projektowany przez Momota. Artysta sprowadził granitowe bryły potrzebne do jego wykonania jeszcze w latach 60. XX wieku. Już po jego śmierci dzieło zostało wykończone przez rzeźbiarzy z Jarosławia, a inicjatywa uzyskała wsparcie Rady Miasta Hrubieszowa oraz Rady Ochrony Pamięci Walk i Męczeństwa. Całe przedsięwzięcie sfinalizowano dzięki inicjatywie byłych żołnierzy Armii Krajowej.
Stefan Momot mieszkał na Saskiej Kępie, gdzie znajdowała się też jego pracownia, która uległa zniszczeniu. W nowo powstałym apartamentowcu w miejscu jego pracowni znaleźć się mają zbierane przez rzeźbiarza fragmenty zniszczonego przez Niemców pałacu Saskiego.